# Pristocorypha latruncularia
Pristocorypha latruncularia är en insektsart som beskrevs av Karsch 1896. Pristocorypha latruncularia ingår i släktet Pristocorypha och familjen gräshoppor. Inga underarter finns listade i Catalogue of Life.